# Língua wintu
Wintu /wɪnˈtuː/ é uma língua wintuana  extinta falada pelo povo Wintu do norte da Califórnia, sendo o membro mais setentrional da família de línguas Wintun, as quais foram faladas no vale do rio Sacramento e em áreas adjacentes até o estreito de Carquinez, na Baía de São Francisco.
Wintun é um ramo do hipotético filo das línguas penutianas do oeste da América do Norte, mais intimamente relacionado as outras quatro famílias de línguas penutianas faladas na Califórnia: Maiduan, Miwokan, Yokut e Ohlone (Costanoana).

## Contatos
Os Wintu estavam em contato também com falantes de línguas Hokan adjacentes como as Pomo do Sudeste, Pomo do Leste e do Nordeste; As Línguas atabascanas como Wailaki e Hupa; Yukian (Yuki) e Wappo; e outras Penutianas como Miwok, Maidu, Yokuts e Saclan. Além dessas línguas contíguas ao redor da área Wintun, há contatos mais amplos com falantes de russo, espanhol e inglês.
A partir de 2011, o chefe Marc Franco do Winnemem Wintu tem trabalhado com o Instituto de Língua Indígena na revitalização da língua Winnemem Wintu..

## Escrita
A língua Wintu usa uma forma do alfabeto latino sem o uso das letras G, J, V, Z. O total de letras e combinações de letras e letras com diacríticos é 34.

## Fonologia

### Consoantes
Wintu tem 28 (a 30) consoantes:
|                   |             | Labial | Alveolar | Alveolar   | Post-alveolar | Velar | Uvular | Glotal |
| Central           | Lateral     | Labial |          |            | Post-alveolar | Velar | Uvular | Glotal |
| ----------------- | ----------- | ------ | -------- | ---------- | ------------- | ----- | ------ | ------ |
| Plosiva/ Africada | Sonora      | b      | d        |            | (d͡ʒ)          |       |        |        |
| Plosiva/ Africada | Aspirada    | pʰ     | tʰ       |            |               |       |        |        |
| Plosiva/ Africada | Ejetiva     | pʼ     | tʼ       | t͡ɬʼ ⟨ƛ'⟩   | t͡ʃʼ ⟨ch'⟩     | kʼ    | qχʼ    |        |
| Plosiva/ Africada | Surda       | p      | t        | t͡ɬ ~ ɬ ⟨ƛ⟩ | t͡ʃ ⟨j⟩        | k     | q      | ʔ ⟨’⟩  |
| Fricativa         | Fricativa   | (f)    | (θ)      | t͡ɬ ~ ɬ ⟨ƛ⟩ | ʃ ⟨sh⟩        | x     | χ      | h      |
| Nasal             | Nasal       | m      | n        |            |               |       |        |        |
| Vibrante          | Vibrante    |        |          |            | ɽ͡r ⟨ṛ⟩        |       |        |        |
| Aproximante       | Aproximante | w      |          | l          | j ⟨y⟩         |       |        |        |

- / f, dʒ / são fonemas não nativos emprestados do inglês.
- / θ / é um fonema raro que ocorre, apenas no final de palavra finalmente, em apenas uma das informações de Pitkin] (seu principal consultor. Em outros falantes, ele se fundiu com { {IPA | / tɬ /}}.
- Oclusivas dentais são denti-alveolares:  [d̪],  [t̪],  [t]]},  [t̪ʼ]. Os falantes mais jovens, no entanto, empregam articulações de oclusiva alveolar (apical) como em inglês  [t],  [tʰ],  [tʼ], {{IPA [d]}}.
- A lateral  / tɬ / é geralmente uma fricativa  [ɬ] mas ocasionalmente uma afinidade entre os falantes de McCloud, enquanto os falantes de Trinity têm apenas as africadas. É interdental após vogais anteriores fechadas,  / i, e /, pós-dentais depois de  / a /, e retroflexa após as fechadas  / u, o /.
- Entre os falantes mais velhos, {ve IPA  é retroflexa  [ʂ] adjacente às vogais posteriores  / u, o, a /.
- Velares  / k, kʼ, x / são anteriores antes das vogais frontais fechadas  / i, e / e posteriores antes das vogais também fechadas  / u, o /. Na maneira de articulação, os velares e pós-velares podem ser glotalizados e não (surdas).
- A vibrante  / ɽ͡r / é retroflexa apico-postal-alveolar. É ocorre como uma vibrante simples  [ɽ] entre vogais.
- A oclusiva glotal  / ʔ / é fracamente articulada, exceto quando o falante está sendo deliberado ou enfático. É sempre totalmente articulado na posição final da palavra.

### Vogais
Wintu tem 10 (ou 11) vogais:
|          | Curta     | Curta    | Longa     | Longa |
| Anterior | Posterior | Anterior | Posterior |       |
| -------- | --------- | -------- | --------- | ----- |
| Fechada  | i         | u        | iː        | uː    |
| Medial   | e         | o        | eː        | oː    |
| Aberta   | a         | a        | aː        | aː    |
| Anômala  | æ         |          |           |       |

- Wintu tem vogais longas e curta
- / æ / é um fonema que só ocorre em palavras inglesas emprestadas.
- Todas as vogais são ligeiramente nasalizadas antes da consoante glotal]]  / ʔ /
- Todas as vogais são sonoras e orais (exceto para os alofones nasais mencionados acima).

### Sílabas
Os fonemas segmentares requerem obrigatoriamente uma única consoante de início A rima é geralmente composta de um núcleo vogal de uma vogal longa ou curta, opcionalmente seguido por uma única consoante. O cânone silábico é
CV(ː)(C).
Alguns exemplos de uma estrutura genérica de sílaba genérica:
CV [qa]=e, ou
CVː [miː]=árvore
CVC [nuq]=pus
CVːC [baːs]=comida
Grupos consonantais resultam apenas de sílabas fechadas conjugadas. Por exemplo, grupos de consoantes ocorrem quando uma terminação de sílaba em uma consoante é seguida na mesma palavra por outra sílaba.
Alguns exemplos de grupos consonantais são:
CVC.CVC [pot.xom]=carvalho venenoso
CVC.CVːC [net.taːn]=meu pai
CVC.CVC [ʔel.ʔih]=você coloca dentro
As vogais podem ser longas, mas as sequências de vogais diferentes não ocorrem.

### Tonicidade
A Tonicidade de sílaba em Wintu são expressas por componentes previsíveis de duas junções ”hífen” / - / e “mais” / + /.
Há, assim, quatro junções fonêmicas classificadas por sua magnitude: mais / + /, hífen / - /, vírgula /, / e ponto final /./.
- Junção Mais é uma junção central. Nessa junção Mais, a localização da acentuação e da tonicidade numa palavra fonêmica é determinada pela estrutura da sílaba e sua posição em relação à junção.

As sílabas são determinadas pela presença ou ausência de vogais e semi-vogais. As sílabas fracas contêm vogais curtas. Sílabas fortes contêm vogais curtas seguidas por uma semi-vogal. Sílabas extra-fortes contêm vogais longas. A sílaba proeminente de uma palavra fonêmica é sempre a primeira, a menos que a segunda sílaba seja mais forte, caso em que a segunda sílaba está tônica.
- Grau de intensidade

Na tonicidade primáriao, quanto maior a magnitude da junção precedente, maior é a intensidade da tonicidade.
O tonicidade secundário, por outro lado, ocorre quando uma sílaba pesada segue a sílaba proeminente e varia em intensidade.
O tonicidade mais fraca ocorre quando uma sílaba não é tônica e segue imediatamente após uma junção fonêmica
Ex. Sílaba extra-forte: bó•s= casa.
Ex. Sílaba com tonicidade secundária: ní= I.
Ex. Sílaba fraca: Lilá•=eu acuso.
- Junção com hífen ocorre com palavras fonêmicas e representa uma unidade funcional com propriedades fonéticas particulares que contrastam com outras junções. Como uma junção positiva, a junção afeta a localização da maior tonicidade. Mas, em vez de condicionar a localização das sílabas como uma junção positiva, o hífen muda o tom e a tonicidade. A junção hífen é uma junção de menor magnitude, sendo uma ocorrência única dentro das palavras (por exemplo, seguindo alguns prefixos e precedendo alguns auxiliares e enclânticos)..

Ex./+ma•tceki+/ cera de ouvido.
Ex./+ma•t-ceki-/uma orelha cortada.
Ex./+ʔelwine+/ com, ao lado, acompanhando.
Ex./+ʔel-wine-/ olhar diretamente nos olhos.
- Junção com vírgula/,/

It has two phonetic features: a fully realised pause accompanied or preceded by glottal stricture.
- Junção de período/./ (ponto final)

É a junção maior magnitude e possui quatro características fonéticas:
- Uma pausa totalmente realizada
- Uma estrutura glotal associada
- Um acento frasal precedente de localização imprevisível
- Um contorno de tonicidade terminal que cai drasticamente noseu nível do tom e sonoridade

Junção de período delimita sentenças fonêmicas.
Ex. ba•-s-bo•sin+ net, nis+λiya. Eles jogaram pedras em mim porque eu estava comendo.
Ex. ba•s-bo•sin+ mat, mis+ λiya. Eles jogaram pedras em você porque você estava comendo.
- Acento frasal

Consiste em acento muito alto e tonicidade particularmente pesada.
Ex. Sukuyum+ límcada.=meu cão está doente.
EX. Súkuyum+ límcada.=meu cão está doente.

### Processos fonológicos
Um grande número de processos fonológicos ocorre na língua Wintu.
- Os velares glotais são pronunciados com um ligeiro atrito da língua quando estão em contato com certas vogais em contextos particulares.

Por exemplo, / k '/ torna-se prevelar antes de / i / e / e / mas é velar antes de / ʔa / e é feito antes de / u / e / o /.
De um modo similar, a velar glotal / q '/ é pronunciada com mais fricção no ponto de articulação como / q'ˣ /. Está em uma posição frontal antes de / i / e / e /, sendo apoiada com todas as outras vogais.
- Entre as consoantes oclusivas, somente / p /, / t / e / k / ocorrem no final de palavra, assim também inicialmente.
- A labiodental / f / é um fonema anômalo que ocorre apenas em duas formas estrangeiras / foriĴulay /, quatro de julho ou em / friho•lis / feijão.
- Os falantes mais antigos pronunciam / s / comos / ṣ /, uma fenda pós-alveolar retroflexa antes ou depois de / a /, / o / e / u / enquanto os falantes mais jovens usam / s / em todos os lugares.
- / h / torna-se um som glotal antes de / u /, / o / e / a /, como em / ha • sma /, algo como continuar bocejando.
- / r / é uma vobrante sonora. mas quando ocorre entre as vogais torna-se uma rótica sonora, como por exemplo / yor / lágrimejar (forma imperativa) e / yura / para rasgar (forma infinitiva).
- / l / a lateral-apical-alveolar, é por vezes confundida com / r / como na palavra / lileter / uma farinha de milho.

### Morfologia
Wintu possui uma morfologia sofisticada com algumas características polissintéticas. A combinação de seus morfemas em palavras envolve vários processos, como sufixação, prefixação, composição, reduplicação e ablação consonantal e vocálica.
No entanto, o processo mais comum é a sufixação, que ocorre principalmente em verbos.

### Apofonia
A Vogal apofônica é uma mudança na altura (gradação) das vogais raiz-silábicas e afeta a quantidade de vogais. Em Wintu, a apofonia ocorre apenas nas mutações de algumas vogais verbais (chamadas de dissimilação), ou em alguns sufixos derivados da raiz (assimilação).
A dissimilação da vogal raiz é condicionada pela abertura da vogal na sílaba seguinte, enquanto a assimilação da vogal do sufixo é condicionada pela quantidade da vogal na sílaba precedente.
Um exemplo de dissimilação ocorre quando /e/ e /o/, que ocorre apenas em sílabas raiz, são elevados em altura quando são precedidos por uma única consoante e seguidos pela vogal aberta /a/ na próxima sílaba.
Ex. lEla- / lila / "transformação" e lElu- / lelu / "transforma".
Um exemplo de dissimilação ocorre quando o morfofonema [V] se assimila completamente à qualidade da vogal que precede a sílaba anterior: Ex.cewVlVlVha = / ceweleleha / "muitos para estarem abertos".
Uma pequena quantidade de consoantes também está presente em Wintu, por exemplo, antes de junção de palavras / c '/ e / b / podem mudar em / p /.

## Gramática

### Substantivos
Substantivos são marcados por aspecto e caso.
Existem dois tipos diferentes de substantivos: aqueles formados diretamente a partir de raízes (pronomes, substantivos não possuídos, termos de parentesco) e aqueles baseados em formas de derivação complexa de radicais e raízes (principalmente substantivos).
Os pronomes podem ser singulares, duplos e plurais. Eles têm sufixos particulares (possessivos para funções instrumentais e para marcar seres humanos no plural). Eles também são muito semelhantes aos verbos.

Substantivos têm uma variedade de raízes, eles são uma classe aberta, eles podem mostrar números em formas raras e eles não distinguem funções possessivas de funções instrumentais. Os substantivos podem ser classificados em possuídos e não possuídos.
O substantivo é composto de dois elementos: um radical e um sufixo. A raiz é geralmente um radical. Os sufixos especificam número, animação ou não, personificação ou individuação.
Alguns substantivos têm o mesmo radical, mas têm um significado genérico e particular diferente.
Ex. / tu / (aspecto particular) olho; (aspecto genérico) rosto (s).
Os sufixos dos substantivos também podem ter casos diferentes: objeto [um] (sedem-coiote), genitivo [un] (seden), locativo [in], instrumental [r], possessivo [t], possessivo enfático (reduplicação do última sílaba).

### Verbos
Verbos são a classe mais ampla de palavras em Wintu. Também vários substantivos derivam de verbos. A categoria dos verbos tem uma estrutura morfológica muito sofisticada.
Pitkin (1964) identifica três formas de raiz: indicativo, imperativo e nominal.
- Prefixo: opcionais na ocorrência, quando afixados diretamente às raízes são seguidos por um hífen.
- Raízes: a maior parte é monossilábica e com a forma CVC ou CV • C. Dois processos importantes são derivação de raiz e reduplicação.
- Sufxos
  - Sufixos derivados da raiz (sufixos adicionados ao núcleo): distributivos, repetitivos, iterativos, transitivos, estativos, privativos.
  - Sufixos do núcleo (adicionados à forma do núcleo):
  - Sufixação de raiz imperativa
  - 1 classe de derivação de classe de posição = sufixo da passiva, sufixo comitativo, sufixo com base genérica
  - 2 classe de posição: reflexiva
  - 3 classes de posição: causativo
  - 4 classes de posição: recíproca, beneficente
  - 1 sufixos flexíveis da classe de posição = aviso, passivo
  - 2 classes de posição. Inflexional = futuro inevitável, simultaneidade temporal potencial, jussive, hortative
  - 3 classes de posição = negativa, dupla hortativa, anterioridade temporal necessária, interrogativa impessoal, simultaneidade temporal ou anterioridade, objeto pessoal
  - Sufixação de raiz indicativa
  - Sufixos flexionais de 1 posição: evidencia sensorial não visual, evidencia de boato, evidencia inferencial, evidencia experiencial, anterioridade causal subordinada, aproximação
  - Sufixos flexionais de 2 posições: primeira pessoa, segunda pessoa, dubitativa, completiva, subordinando a anterioridade temporal, subordinando a simultaneidade inesperada

## Sintaxe
A ordem básica das palavras no Wintu é muito flexível. Uma palavra morfológica é a unidade sintática básica. Em alguns casos, uma palavra morfológica que é fonemicamente uma única palavra pode ser sintaticamente duas palavras diferentes.
A palavra motfológica, pode ser clítica ou não clítica. A palavra clítica, é sempre dependente do não-clítico. As palavras clíticas podem ser prólíticas e pós -clíticas, dependendo de sua posição. Algumas palavras morfemicas podem ser cliticas e palavras completas.
Por exemplo: a palavra morfêmica / /el /, in, é uma palavra inteira em / qewelʔel /,’na casa’, e uma proclítica em / ʔel-qewel /, que têm o mesmo significado.
A maior unidade sintática é a sentença. Frases são consideradas sequências de palavras completas terminadas por uma junção / ./. A frase pode ser considerada uma cláusula    se contiver verbos, frase se contiver substantivos. Frases nunca contém verbos principais.
Cláusulas podem ser dependentes ou independentes. Isso depende do tipo de sufixo que forma o verbo. Os verbos independentes usam os sufixos flexionais pessoais, enquanto os verbos dependentes são caracterizados pelos sufixos subordinantes {r}, {tan}, {ʔa}, {n},} {so} e {ta}.
Nas frases, as relações sintáticas entre palavras completas e clíticos são indicadas pela ordem das palavras e pelos sufixos flexionais e derivacionais.
Quatro tipos de funções podem ser distinguidas para as sentenças: cabeça, atributiva, satelite e conjunção.
A cabeça é geralmente um substantivo e não depende de outras formas, como por exemplo / pessoas winthu / Wintu. O atributo precedeu e modificou a cabeça como, por exemplo, em / winthu • n qewelin / em uma casa Wintu.
Por outro lado, o satélite só ocorre em cláusulas. Um satélite pode ser o sujeito ou o objeto de um verbo. Se o satélite é o sujeito do verbo, precede o verbo, como por exemplo / po • m yel-hura / terra destruída, mas se o satélite é o objeto e está em uma cláusula dependente ou um substantivo-frase contendo um genitivo atributivo, segue.
Por exemplo: / sedet ʔelew'kiyemti • n / coiote nunca fala com sabedoria, ou / wayda me • m hina / a água do norte (vai) chegar. 